# (12714) Alcimos
(12714) Alcimos, désignation internationale (12714) Alkimos, est un astéroïde troyen jovien.

## Description
(12714) Alcimos est un astéroïde troyen jovien, camp grec, c'est-à-dire situé au point de Lagrange L4 du système Soleil-Jupiter. Il présente une orbite caractérisée par un demi-grand axe de 5,226 UA, une excentricité de 0,037 et une inclinaison de 9,5° par rapport à l'écliptique.
Il est nommé en référence au personnage de la mythologie grecque Alcimos, acteur du conflit légendaire de la guerre de Troie.

## Compléments